# Latta (Carolina del Sud)
Latta è un comune degli Stati Uniti d'America, situato in Carolina del Sud, nella Contea di Dillon.